# Dodekafonia (album)
doDekafonia – piąta studyjna płyta zespołu Strachy na Lachy, której premiera odbyła się 22 lutego 2010 nakładem S.P. Records a została nagrana w Studio Q Żeleźnica. Już w dniu premiery album uzyskał status Złotej Płyty. Album w ilości tysiąca egzemplarzy został także wydany w formie dwóch białych płyt winylowych.

## Lista utworów
Muzyka i słowa: Krzysztof „Grabaż” Grabowski.
1. „Chory na wszystko” – 3:58
2. „Nieuchwytni buziakowcy” – 4:13
3. „Twoje oczy lubią mnie” – 3:21
4. „Ostatki – nie widzisz stawki” – 3:45
5. „Cafe Sztok” – 4:35
6. „Dziewczyna o chłopięcych sutkach” – 6:11
7. „Ten wiatrak, ta łąka” – 5:47
8. „Spacer do Strefy Zero” – 4:01
9. „Żyję w kraju” – 4:42
10. „doDekafonia” – 5:36
11. „Radio Dalmacija” – 8:39

Utwory dodatkowe na płycie winylowej
1. „Dziewczyna o chłopięcych sutkach” (Grabaż bez Natalii)
2. „Idzie na burzę idzie na deszcz” (wersja MySpace)
„Idzie na burzę idzie na deszcz” to piosenka z albumu Strachy na Lachy
3. „Ostatki Sub-lo-matic” rmx
remiks autorstwa Janusza Chrzanowskiego
4. „Moralne salto Dwie noce” rmx
„Moralne salto” to piosenka z albumu Piła tango
pod pseudonimem „Dwie noce” kryją się Arek Szymański i Jakub „Qubańczyk” Kępka

## Twórcy
- Krzysztof „Grabaż” Grabowski – wokal, produkcja muzyczna
- Andrzej „Kozak” Kozakiewicz – gitary, wokal, produkcja muzyczna
- Longin „Lo” Bartkowiak – gitara basowa, loopy, wokal, produkcja muzyczna
- Rafał „Kuzyn” Piotrowiak – perkusja, instrumenty perkusyjne
- Mariusz „Maniek” Nalepa – gitary, głos, instrumenty perkusyjne
- Arkadiusz „Pan Areczek” Rejda – akordeon, instrumenty klawiszowe

a także
- Tom Horn – instrumenty klawiszowe, miksowanie
- Natalia Fiedorczuk – wokal (6.)
- Agata Rożek – wokal wspierający (3.)
- Zdobysław Górski – fortepian (5.)
- Sławomir Janowski – mastering
- Vahan Bego, Maciej Sierpień – projekt okładki

## Pozycje na listach
| Kraj   | Lista | Pozycja |
| ------ | ----- | ------- |
| Polska | OLiS  | 1       |